# Euhybus pilosus
Euhybus pilosus är en tvåvingeart som beskrevs av Ignaz Rudolph Schiner 1868. Euhybus pilosus ingår i släktet Euhybus och familjen puckeldansflugor. Inga underarter finns listade i Catalogue of Life.